# Brave (альбом)
Brave (с англ. — «Смелая») — шестой студийный альбом американской певицы и актрисы Дженнифер Лопес, выпущенный 4 октября 2007 года на лейбле Epic Records. На запись альбома Лопес вдохновил брак с Марком Энтони. Пластинка включает в себя семплы песен из старой классики, смешанных с фанком и R&B. Большое влияние на его стиль оказали коллективы Jamiroquai и Sade. Над альбомом Лопес работала в сотрудничестве с Райаном Теддером, Midi Mafia, Джонатаном Ротемом, Bloodshy, Lynn & Wade LLP, The Clutch и другими. Также в записи альбома принимал участие Кори Руни, который до этого сотрудничал с ней на протяжении длительного времени.
Альбом получил смешанные отзывы критиков: одни называли его лучшим альбомом Лопес, хваля его продакшн, другие назвали его стереотипным и неинтересным. Brave потерпел неудачу в чартах, став первым альбомом Лопес, не попавшим в топ-10 чарта Billboard 200. Он также не смог попасть в топ-20 чартов Великобритании, Австралии и других стран. Его продажи по всему миру составили всего 650 000 копий.
С альбома было выпущено два мировых сингла: «Do It Well» и «Hold It Don’t Drop It». Первый получил преимущественно положительные отзывы критиков, однако не добился особого успеха в чартах: он попал в топ-20 чартов нескольких стран, но в чарте Billboard Hot 100 он добрался только до 31 позиции. Второй также был воспринят критиками положительно, но не показал значительных успехов в чартах. Следовательно, выход последующих синглов был отменён, так как предыдущие не проявили себя в чартах. Лопес продвигала альбом различными концертами выступлениями. Некоторые песни с альбома были включены в сет-лист совместного концертного тура Лопес и Марка Энтони.

## История создания и развитие
Выпустив четвёртый студийный альбом Rebirth (2005), который получил смешанные отзывы критиков, породил мировой хит «Get Right» и добился умеренного успеха в чартах, Дженнифер Лопес в 2006 году объявила, что она записывает свой первый альбом на испанском языке. По словам Estéfano, альбом «докажет критикам», что Дженнифер «обладает вокальными способностями». Альбом, получивший название Como Ama una Mujer вышел в марте 2007 года. Он получил смешанные отзывы критиков, однако его продажи были высокими. Также он породил хит «Qué Hiciste».
В интервью MTV News, в котором Лопес говорила о видеоклипе на сингл с Como Ama una Mujer «Me Haces Falta», она также рассказала о работе над новым англоязычным альбомом. По словам Джейсона Родригеза из MTV News, выпуск этого альбома ознаменуется возвращением Лопес к жанрам поп-, R&B- и хип-хоп-музыки. «Мой первый испаноязычный альбом предоставил мне возможность показать себя с другой стороны, отодвинув меня от музыкальных жанров моих англоязычных альбомов. Следующий альбом выдержан в стилях, к которым привыкла публика и мои поклонники — R&B, хип-хоп, фанк и танцевальная музыка. Смесь этих стилей на альбоме образует качественную поп-музыку. Подавляющее число песен на альбоме будут танцевальными» — сказала Лопес.

## Запись и музыкальный стиль
Ещё на ранних этапах работы было объявлено, что Лопес работает над альбомом с продюсером Кори Руни, с которым сотрудничала ранее, а также со Swizz Beatz. «Я думаю, что удачно нашёл её, она сосредоточена. Марк [Энтони] её поддерживает, он серьёзно относится к пению. И энергетика тут хорошая, так что я здесь помогаю творить историю» — сказал Swizz Beatz. В июле 2007 года интернет-портал Yahoo! объявил, что продюсерами альбома выступили Тимбалэнд, Джермейн Дюпри, Lynn & Wade LLP (Мишель Белл и Питер Уэйд Кеуш}) и Джонатан Ротем. В следующем месяце, журнал Billboard добавил в список продюсеров Райана Теддера, Midi Mafia и Bloodshy. Лопес описала альбом как «толика Jamiroquai, толика Sade. Это действительно приятная музыка и то, что не ожидает никто».
Brave — поп-, данс-поп-, фанк-, R&B-альбом. Соавтором и продюсером песни «Stay Together», с которой начинается альбом, выступил Джонатан Ротем. «Stay Together» — гимн моногамии, в которой она заявляет, что расставания и свидания настолько устарели, что избавление от них — новая тенденция. «Все эти любовные страдания преувеличены, держитесь вместе — это новая тенденция» — утверждает Лопес в танцевальной песне, наполненной брейкбитами и звучанием синтезаторов. Второй трек, «Forever», критики сравнили с песней Бейонсе «Bad Boy». Песня имеет «„дешёвые“, заунывные ритмы». В песне Лопес поёт об убеждении, что она проведёт свою оставшуюся жизнь со своим любимым человеком. «Hold It Don’t Drop It», по мнению критиков, является «неразработанной до конца», так как ссылается на «басовую партию с пыхтением» из композиции группы Tavares «It Only Takes a Minute», диско-фанк классики 1975 года. Четвёртый трек и лид-сингл «Do It Well» критики рассмотрели как песню «с хип-хоп- и диско-звучанием в припеве» в исполнении «классической дэнс-дивы Джей Ло». Семплы композиции — отрывок хита Эдди Кендрикса Keep on Truckin'. Соавтор и продюсер этой песни Райан Теддер говорил: «Мне нравится эта песня. Она очень весёлая. Я никогда прежде не создавал таких песен. Я справился с ней как со сложной задачей. Я просто взглянул на известных поп-певиц того времени: Джей Ло, Бейонсе, Рианну, Бритни Спирс, до того как она взяла перерыв. Я подумал, что смогу написать то же, что и они [авторы этих певиц]. Она [Дженнифер Лопес] услышала её, сильно обрадовалась, и песня стала первым синглом с альбома».

## Продвижение
5 сентября 2007 года была представлена обложка альбома вместе с одноимённым треком. Обложку разработал Алексей Хэй. На фиолетовом футуристическом фоне обложке изображены две Дженнифер, смотрящие друг на друга. Спенс Д. с сайта IGN выбрал её в качестве «обложки альбома недели», в связи с её отсылкой на диско. На следующей неделе вышли промофото альбома. Промоушен альбома начался с девятидневной поездки в Лондон. Лопес, которая посетила столицу Великобритании вместе с мужем Марком Энтони, исполнила песню «Do It Well» в телепрограмме Parkinson. Она также выступала в программах Good Morning America, исполнив композиции «Do It Well», «Hold It Don’t Drop It» и «Let's Get Loud», на Dancing with the Stars, на Fashion Rocks, где она исполнила песни «Do It Well» и «Waiting for Tonight», и в других шоу. Также, вместе с Марком Энтони, она отправилась в концертный тур «Jennifer Lopez and Marc Anthony en Concierto», который начался 29 сентября в Нью-Джерси и закончился 3 ноября в Майами.

### Синглы
Лид-синглом с альбома стала песня «Do It Well». Премьера композиции на радио состоялась 21 августа 2007 года. Цифровой релиз сингла состоялся 17 сентября. Большим хитом трек не стал. Он достиг 31 позиции в чарте Billboard Hot 100, но возглавил чарт Hot Dance Club Songs. В других чартах сингл был успешнее, добравшись до второго места в чарте Италии, и попав в топ-20 чартов шести стран. В видеоклипе на песню «Лопес сражается с похитителями детей в грязном подпольном клубе». Второй и заключительный сингл с альбома «Hold It Don’t Drop It» вышел 21 января 2008 года. Он провёл в чарте UK Singles Chart всего три недели, добравшись до 72 строчки. Режиссёром видеоклипа на эту песню, в котором показывается беременная Лопес, выступила Мелина Мацукас. Премьера клипа состоялась 4 декабря 2007 года.

### Другие песни в чартах
Благодаря цифровым продажам, песня «Mile in These Shoes» заняла шестнадцатое место в чарте синглов Финляндии и четырнадцатое в цифровом чарте. Одноимённый трек альбома провёл девять недель в болгарском чарте Bulgaria Singles Top 40, достигнув девятнадцатой строчки.

## Отзывы критиков
| Совокупная оценка    | Совокупная оценка |
| Источник             | Оценка            |
| -------------------- | ----------------- |
| Metacritic           | (52/100)          |
| Оценки критиков      |                   |
| Источник             | Оценка            |
| AllMusic             | [ 12 ]            |
| Billboard            | (положительная)   |
| Blender              | [ 31 ]            |
| Entertainment Weekly | C                 |
| The Guardian         | [ 11 ]            |
| New York Post        | [ 32 ]            |
| NOW                  | (2/4)             |
| PopMatters           | (3/10)            |
| Rolling Stone        | [ 10 ]            |
| Slant                | [ 16 ]            |

Brave получил смешанные отзывы критиков. На сайте-агрегаторе Metacritic альбом получил оценку 52 балла из 100, основанную на двенадцати рецензиях.

## Коммерческий успех
Альбом потерпел неудачу в чартах и достиг низкого коммерческого успеха. Он дебютировал под номером двенадцать в американском чарте Billboard 200 с продажами 52.600 копий в первую неделю, став первым альбомом Лопес, не попавшим в топ-10 чарта. На второй неделе альбом совершил большое падение до 38 строчки. На сегодняшний день, продажи диска в США составляют 168.000 копий, что делает делает его наименее продаваемым и самым слабым альбомом Лопес в чартах. Альбом также достиг наименьшего успеха в международных чартах, добравшись только до шестой позиции в чартах Японии и Швейцарии. В Италии Brave дебютировал на десятом месте. В Великобритании ему не удалось попасть в топ-20 чарта. Он дебютировал на 24-й позиции в этой стране, и провёл две недели в чарте. В Австралии Brave провёл всего одну неделю в чарте, дебютировав под номером 46. По состоянию на 2013 год, продажи альбома по всему миру составляют 650.000.

## Список композиций
| №   | Название                          | Автор(ы) | Продюсеры(ы)                                                     | Длительность |
| --- | --------------------------------- | --- | ---------------------------------------------------------------- | ------------ |
| 1.  | «Stay Together»                   | Jonathan Rotem, Chasity Nwagbara, Evan "Kidd" Bogart                                                                                        | J. R. Rotem                                                      | 3:30         |
| 2.  | «Forever»                         | Balewa Muhammad, Candice Nelson, Ezekiel "Zeke" Lewis, Patrick "j.Que" Smith, Chauncey Hollis                                               | Hit-Boy, The Clutch                                              | 3:39         |
| 3.  | «Hold It Don't Drop It»           | Kevin Risto, Waynne Nugent, Jennifer Lopez, Allen Phillip Lees, Tawana Dabney, Janet Sewell, Cynthia Lissette, Dennis Lambert, Brian Potter | Dirty Swift, Bruce Wayyne                                        | 3:55         |
| 4.  | «Do It Well»                      | Ryan Tedder, Leonard Caston, Anita Poree, Frank Wilson                                                                                      | Ryan Tedder                                                      | 3:05         |
| 5.  | «Gotta Be There»                  | Adam Gibbs, Michael Chesser, Crystal Johnson, Travis Cherry, Leon Ware, Arthur "T-Boy" Ross                                                 | The Platinum Brothers, Travis Cherry                             | 3:57         |
| 6.  | «Never Gonna Give Up»             | Michelle Lynn Bell, Peter Wade Keusch, Jennifer Lopez                                                                                       | Peter Wade Keusch, Michelle Lynn Bell, Julio Reyes               | 4:21         |
| 7.  | «Mile in These Shoes»             | Nwagbara, Onique Williams | Oak                                                              | 3:16         |
| 8.  | «The Way It Is»                   | Bell, Keusch, Jennifer Lopez,Rhonda Robinson, Gennaro Leone, Bruce Rudd                                                                     | Peter Wade Keusch, Michelle Lynn Bell                            | 3:07         |
| 9.  | «Be Mine»                         | Bell, Keusch, Robinson, John Hill, Caleb Shreve, Lopez                                                                                      | Peter Wade Keusch, Michelle Lynn Bell, Johnny Rodeo, Chuck Brody | 3:19         |
| 10. | «I Need Love»                     | Bell, Keusch, Robinson, Hill, Schreve, Lopez                                                                                                | Michelle Lynn Bell, Peter Wade Keusch, Johnny Rodeo, Chuck Brody | 3:52         |
| 11. | «Wrong When You're Gone»          | Lewis, Smith, Muhammad, Nelson, Keri Hilson                                                                                                 | Bigg D, The Clutch                                               | 3:58         |
| 12. | «Brave»                           | Christian Karlsson, Pontus Winnberg, Lewis, Muhammad, Smith, Nelson                                                                         | Bloodshy & Avant, The Clutch                                     | 4:21         |
| 13. | «Do It Well» (featuring Ludacris) | Tedder, Christopher Bridges, Caston, Poree, Wilson                                                                                          | Ryan Tedder                                                      | 3:34         |

| №   | Название                             | Автор(ы)                                               | Продюсеры(ы)    | Длительность |
| --- | ------------------------------------ | ------------------------------------------------------ | --------------- | ------------ |
| 14. | «Do It Well (Moto Blanco Radio Mix)» | Ryan Tedder, Leonard Caston, Anita Poree, Frank Wilson | Ryan Tedder     | 3:03         |
| 15. | «Do It Well (Ashanti Boyz Remix)»    | Ryan Tedder, Leonard Caston, Anita Poree, Frank Wilson | Ryan Tedder     | 3:42         |
| 16. | «Frozen Moments»                     | Bell, Keusch                                           | Lynn & Wade LLP | 3:45         |

## Чарты и сертификации
| Страны (2007)                         | Наивысшая позиция |
| ------------------------------------- | ----------------- |
| Australian ARIA Albums Chart          | 46                |
| Austrian Albums Chart                 | 35                |
| Belgian Ultratop 50 Albums (Flanders) | 36                |
| Belgian Ultratop 50 Albums (Wallonia) | 18                |
| Canadian Albums Chart                 | 13                |
| Dutch Albums Chart                    | 24                |
| French SNEP Albums Chart              | 28                |
| German Albums Chart                   | 41                |
| Greek International Albums Chart      | 2                 |
| Greek Albums Chart                    | 5                 |
| Hungarian Mahasz Albums Chart         | 17                |
| Italian Albums Chart                  | 10                |
| Japanese Oricon Albums Chart          | 6                 |
| Mexican Albums Chart                  | 36                |
| Polish Albums Chart                   | 31                |
| Spanish Albums Chart                  | 21                |
| Swedish Albums Chart                  | 59                |
| Swiss Albums Chart                    | 6                 |
| UK Albums Chart                       | 24                |
| U.S. Billboard 200                    | 12                |
| U.S. Billboard Top R&B/Hip-Hop Albums | 7                 |

| Страна | Сертификация |
| ------ | ------------ |
| Россия | 2×Платиновый |